# Coevolución

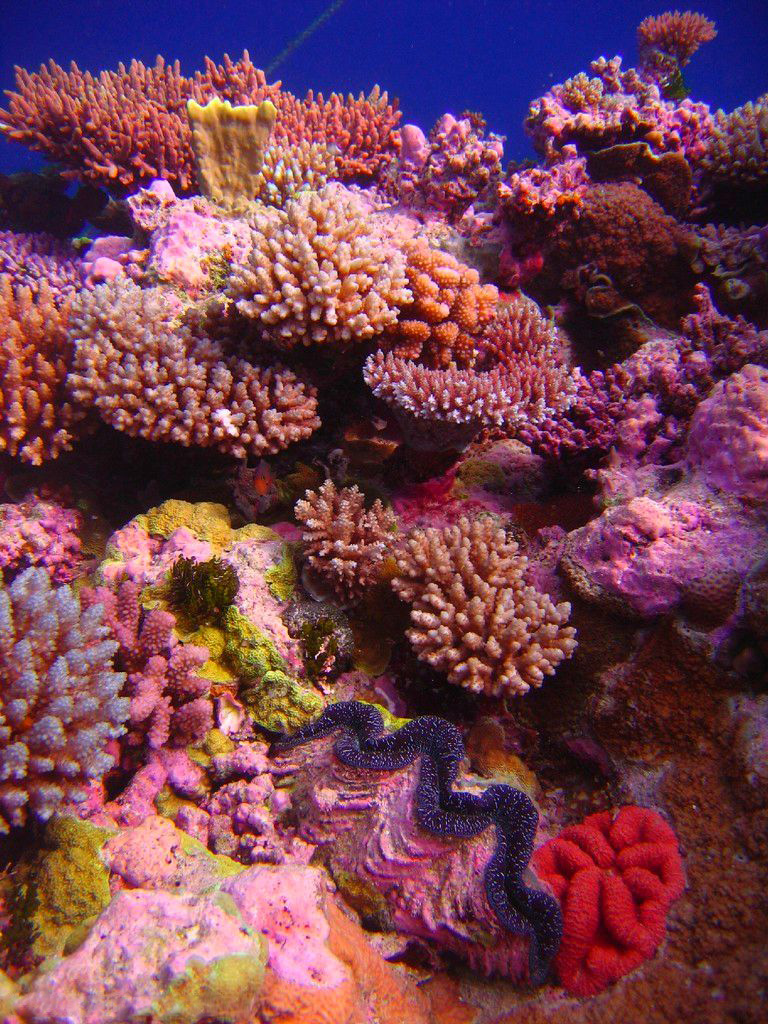
Competencia interespecífica. Diferentes corales compiten por el espacio en los arrecifes

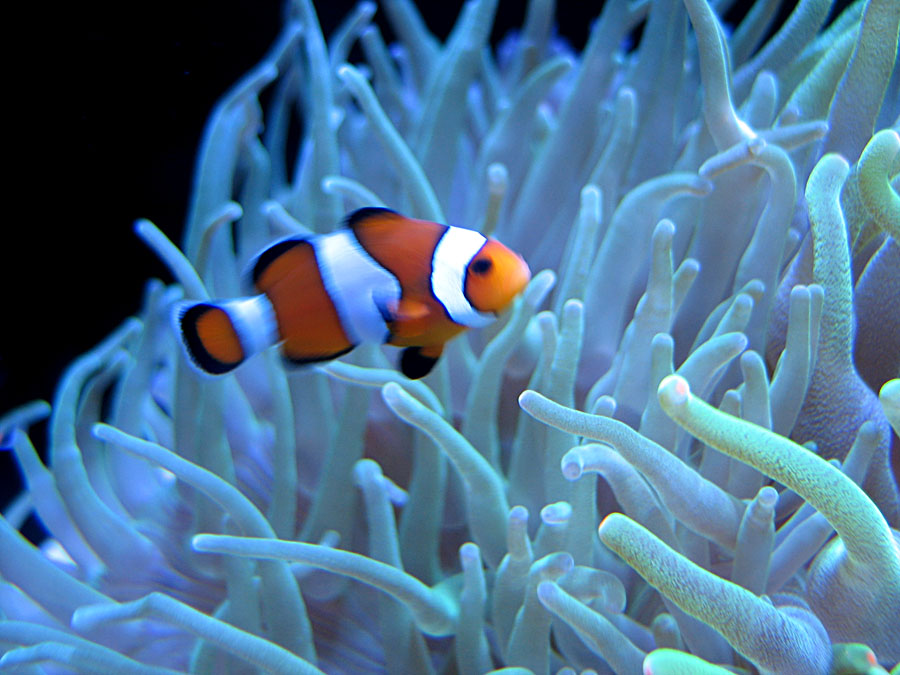
Mutualismo. Pez payaso y anémona de mar

La Coevolución o evolución concertada entre especies es un concepto de la biología por el que se designa al fenómeno de adaptación evolutiva mutua producida entre dos o varias especies (coevolución interespecífica) de seres vivos como resultado de su influencia recíproca por relaciones como la simbiosis, el parasitismo, la competencia, la polinización, el mimetismo o las interacciones entre presa y depredador. La idea científica data del siglo XIX.
Según la coevolución interespecífica, los cambios evolutivos de una especie resultan en una presión sobre el proceso de selección de las otras especies cuyo resultado retorna a su vez en un proceso de contra-adaptación adquirida que influye en el devenir evolutivo de la primera especie.
En un sentido algo diferente, que se afirma a comienzos del siglo XX, el término coevolución también se refiere a la modificación recíproca que dentro de los organismos de una misma especie (coevolución intraespecífica) se causan entre sí sus diferentes sistemas y aparatos (o conjunto de órganos) anatómicos o fisiológicos, a lo largo de la evolución de dicha especie. Ello proviene de que los elementos, que se combinarán posibilitando nuevas adaptaciones, no se establecen todos de manera simultánea. Así, la adquisición o disposición inicial de un sistema o aparato modificado pasa a influir sobre los otros ya presentes en el organismo, todos los cuales evolucionarán en conjunto posibilitando nuevas adaptaciones, y el proceso que consiste en esta mutua influencia es asimismo conceptuado coevolución. Por ejemplo, la disposición de aparatos para el vuelo coevoluciona con la de los aparatos de los sentidos para sobrevivir en nichos donde su combinación modifica a ambos y se adapta para localizar algún tipo de presa desde la altura.

## Teoría
El concepto de coevolución interespecífica fue definido por el investigador Daniel Janzen en 1980 como aquel proceso por el cual dos o más organismos ejercen presión de selección mutua y sincrónica, en tiempo geológico, que resulta en adaptaciones específicas recíprocas.
La evolución en respuesta a factores abióticos, tales como el clima no son procesos de coevolutivos ya que no son factores vivientes sujetos a la evolución biológica. En cambio la coevolución trata de procesos como las interacciones entre el predador y su presa, el parásito y su huésped, la flor y el polinizador, el árbol y la micorriza; etc. En muchos casos la coevolución tiene lugar entre una compleja red de especies que influyen unas a otras. En ese caso se habla de “coevolución difusa”; posiblemente este es el tipo de coevolución más común.
Leigh Van Valen desarrolló el concepto de coevolución llamado Hipótesis de la Reina Roja, en referencia al libro de Lewis Carroll (Charles Lutwidge Dodgson), A través del espejo y lo que Alicia encontró allí, capítulo 2: El jardín de las flores vivas (1872), que es una saga del libro Alicia en el país de las maravillas en que la Reina Roja dice: "It takes all the running you can do, to keep in the same place." Se necesita correr a toda velocidad para quedar en el mismo lugar. El principio de la Reina Roja se puede expresar así en términos evolutivos:
"Para un sistema evolutivo, la mejora continua es necesaria para sólo mantener su ajuste a los sistemas con los que está coevolucionando".
El conocimiento de la coevolución está siendo foco de atención para el apoyo de investigaciones en epidemiología médica, patología botánica y control biológico.
Thompson en 1982 indicó que la radiación adaptativa y la coevolución de las especies son dos de los principales procesos de la organización de la diversidad biológica. Sin embargo, las formas en que los procesos de coevolución pueden influir en la especiación y la radiación son algunos de los aspectos menos comprendidos del cambio evolutivo recíproco (Lunau 2004).  Ya para el año  de 1994 el mismo Thompson explicaba que los procesos coevolutivos demandan y producen algún grado de especialización dentro de comunidades biológicas.  Además definía la coevolución como el cambio evolutivo reciproco en especies interactuantes (Lunau 2004).
La coevolución entre plantas e insectos es un fenómeno relativamente frecuente, en parte debido a la enorme diversidad de especies de ambos grupos. A menudo es difusa, lo que resulta de la variabilidad y la radiación, y se presume que da lugar a relaciones inestables. Las relaciones coevolutivas se producen principalmente entre las plantas y los insectos herbívoros y entre las plantas y los insectos polinizadores (Whitney 2001).
El biólogo francés, Thierry Lodé, recalca la importancia del conflicto sexual en la evolución que según él lleva a una coevolución antagonista.
En la coevolución difusa existen tres condiciones derivadas de la teoría estándar de la genética cuantitativa. Específicamente, si el contexto de la comunidad altera (1) los gradientes de selección sobre los rasgos coevolutivos, (2) los gradientes de selección sobre rasgos correlacionados genéticamente, o (3), la matriz de covarianza y varianza genética de rasgos coevolutivos, luego la coevolución será difusa (Haloin et al. 2008; 2001; 2010; 2003).  La coevolución difusa permite a las plantas con flores interactuar con diferentes polinizadores en diferentes regiones geográficas, y puede facilitar el modelamiento geográfico de coadaptaciones debido a la especialización local y cambios locales de polinizadores o plantas de comida (Lunau 2004).

## Tipos de coevolución
Se han identificado varios tipos de coevolución según el autor. Una de las más aceptadas es la de Thompson (1989, 1994) descrita por Herrera y Pellmyr (2006).
La primera es la coevolución gen por gen en la cual los casos son muy específicos y en donde se seleccionan genes mutuamente que definen las relaciones entre las dos especies.
La segunda en la coevolución específica, en donde las especies tienen un rasgo especial adaptado para vivir con otras especies, combinado con rasgos recíprocos de especies cohabitantes sin ninguna evidencia basada genéticamente para dichos rasgos.
La tercera es la coevolución gremial, en la cual un grupo de especies actúa como un gremio; los miembros interactúan con un grupo de otras especies, resultando en un amplio conjunto de rasgos mutuamente adaptados inducidos por cada grupo de especies.
La cuarta es la coevolución diversificante en la cual las interacciones altamente específicas resultan en un aislamiento reproductivo y en especiación, produciendo algunas veces amplios taxa de especies interactuantes asociadas.
La quinta es la coevolución de escape y radiación de la cual hacían mención Ehrlich y Raven en 1964; y que manifiesta que una planta escapa del ataque de un grupo de herbívoros cuando una mutación produce una novedosa defensa química; esto es seguido por la evolución del herbívoro adaptándose y soportando la nueva defensa química de la planta, ocasionando una radiación de especies para ambos grupos, tanto para las plantas como para los herbívoros.

## Mutualismo
En las relaciones mutualistas dos o más especies evolucionan hacia un beneficio mutuo. Existen relaciones mutualistas de muchos tipos diferentes. La Hipótesis del Rey Rojo y la Hipótesis de la Reina Negra abordan estas interacciones positivas ya que también favorecen la adecuación de poblaciones mediante una evolución lenta y a largo plazo. En la construcción de nichos y en el ensamble de comunidades la coevolución de especies es un fenómeno recurrente.

### Flores y polinizadores
Las flores aparecieron y se diversificaron en forma relativamente repentina, creando lo que Charles Darwin describió como un misterio abominable. Su explicación de tal acelerada evolución era que se trataba de coevolución. Presentó el concepto de coevolución por primera vez en su libro On the Origin of Species y lo desarrolló en Fertilisation of Orchids (1862).

#### Insectos y flores entomófilas

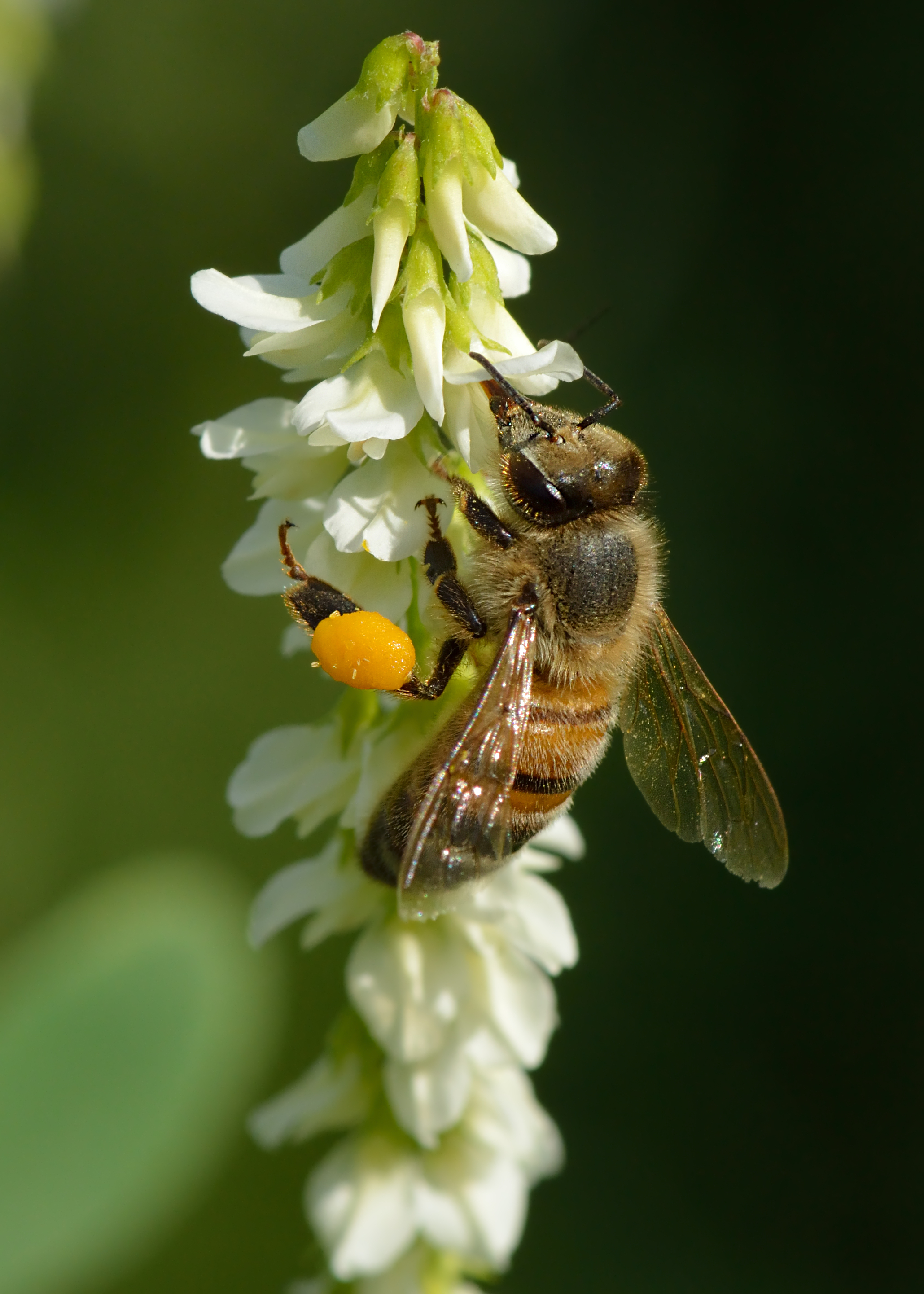
Abeja doméstica cosechando néctar y polen (su recompensa) de las flores de trébol

Las plantas polinizadas por insectos o entomófilas están visiblemente coadaptadas con los insectos para asegurar su polinización y a su vez los compensan con néctar y polen. Los insectos, por su parte, presentan adaptaciones que les permiten coleccionar estos recursos florales eficientemente. Los dos grupos llevan 100 millones de años coevolucionando, creando una compleja red de interacciones. O bien coevolucionaron juntos desde el principio o desarrollaron tales relaciones más tarde, llegando a esta relación con algunas preadaptaciones y desarrollando otras nuevas. Los primeros en usar el término coevolución fueron Paul R. Ehrlich y Peter H. Raven en 1964 para describir las interacciones entre plantas y mariposas.
Muchos insectos de varios taxones han desarrollado exitosamente estas coadaptaciones con las flores desde el período Cretácico (hace 145 a 65 millones de años). Entre ellos están Hymenoptera (abejas y avispas), Lepidoptera (mariposas y polillas), Diptera (moscas y mosquitos) y Coleoptera (escarabajos). Las abejas, los polinizadores más importantes, aparecieron en el cretáceo temprano. También Lepidoptera se diversificó simultáneamnete con las plantas de flores. Todos los clados mayores de abejas aparecieron originalmente en el cretáceo medio y tardío, simultáneamente con la radiación adaptativa de las plantas eudicotas (tres quartos de las angiospermas), en una época en que las angiospermas se convirtieron en las plantas dominantes en la tierra.
Por lo menos tres aspectos de las flores parecen haber coevolucionado con los insectos polinizadores porque incluyen comunicación entre estos organismos. Primero, las flores se comunican con los insectos por el olor; los insectos usan ese aroma para calcular la distancia a la flor, para acercarse y para decidir donde aterrizar y encontrar el alimento. Segundo, las flores presentan diseños que guían al insecto hasta la recompensa de néctar y polen. También poseen colores como el amarillo, azul y ultravioleta que son visibles para los ojos de los insectos. En contraste, las flores polinizadas por aves tienden a ser rojas o anaranjadas. Tercero, ciertas flores, como las orquídeas del género Ophrys imitan el aspecto de las hembras de ciertos insectos engañando a los machos que intentan copular con las flores, efectuando así la polinización.
Las flores de las yucas, Yucca spp, son polinizadas exclusivamente por las polillas Tegeticula spp., que a su vez dependen de la yuca para su reproducción. La oruga de la polilla se alimenta de las semillas de la planta. La hembra colecciona polen de una flor. A continuación, inserta sus huevos por medio del ovipositor en el ovario de otras flores. Después deposita polen en el estigma de la flor y así asegura el alimento para la larva. La planta se beneficia cuando los óvulos remanentes se transforman en semillas.
Higo y avispas de los higos. El género Ficus cuenta con 880 especies de enredaderas, arbustos y árboles, incluyendo al higo cultivado. El fruto es un sicono en cuyo interior se encuentran las flores femeninas y masculinas. Cada especie de higo tiene su propia especie de avispa de los higos que lo poliniza. Se trata de una estrecha relación mutualista que ha coevolucionado y persiste en todo el género.

#### Aves y flores ornitófilas

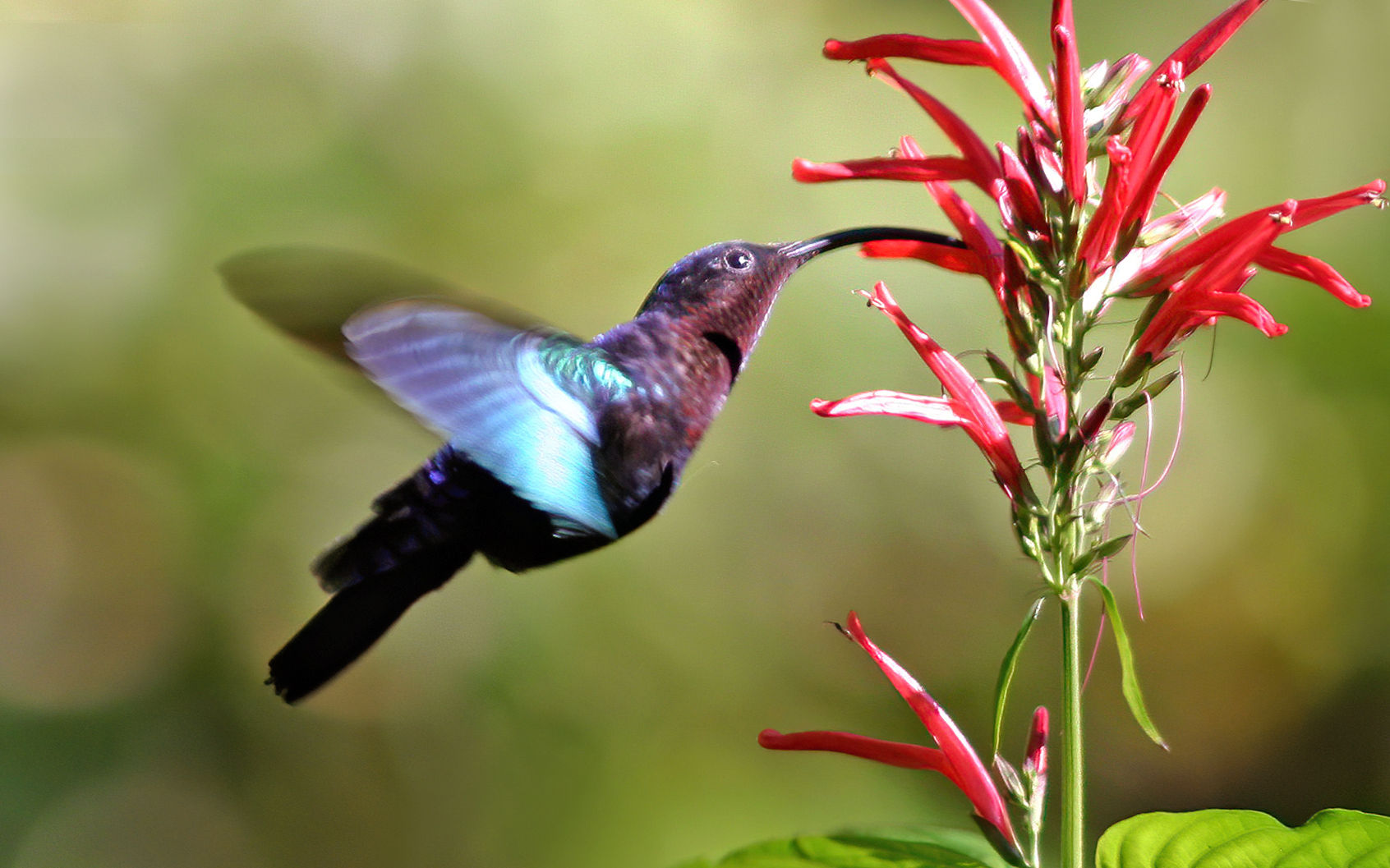
Picaflor zumbador de garganta roja libando néctar

Los picaflores, pájaros sol y algunas otras aves han desarrollado una relación mutualista con las flores. Éstas proporcionan néctar con una concentración de azúcares adecuado a las necesidades dietéticas de las aves, sus colores son adecuados a la visión de ellas y su forma está bien adaptada al tamaño y forma de sus picos. Su época de floración coincide con la época de empolle de las aves. Las características florales de las plantas ornitofílicas varían mucho entre ellas cuando comparadas con flores relacionadas que son polinizadas por insectos. Estas flores también tienden a ser más vistosas, coloridas y de forma más compleja que sus parientes polinizados por insectos. Se considera que tales flores originariamente habían coevolucionado con insectos polinizadores y después divergieron al coadaptarse con aves. No hay suficiente evidencia científica para comprobar un proceso inverso en que flores originariamente ornitófilas se hayan convertido en entomófilas.

### Acacias y hormigas de las acacias

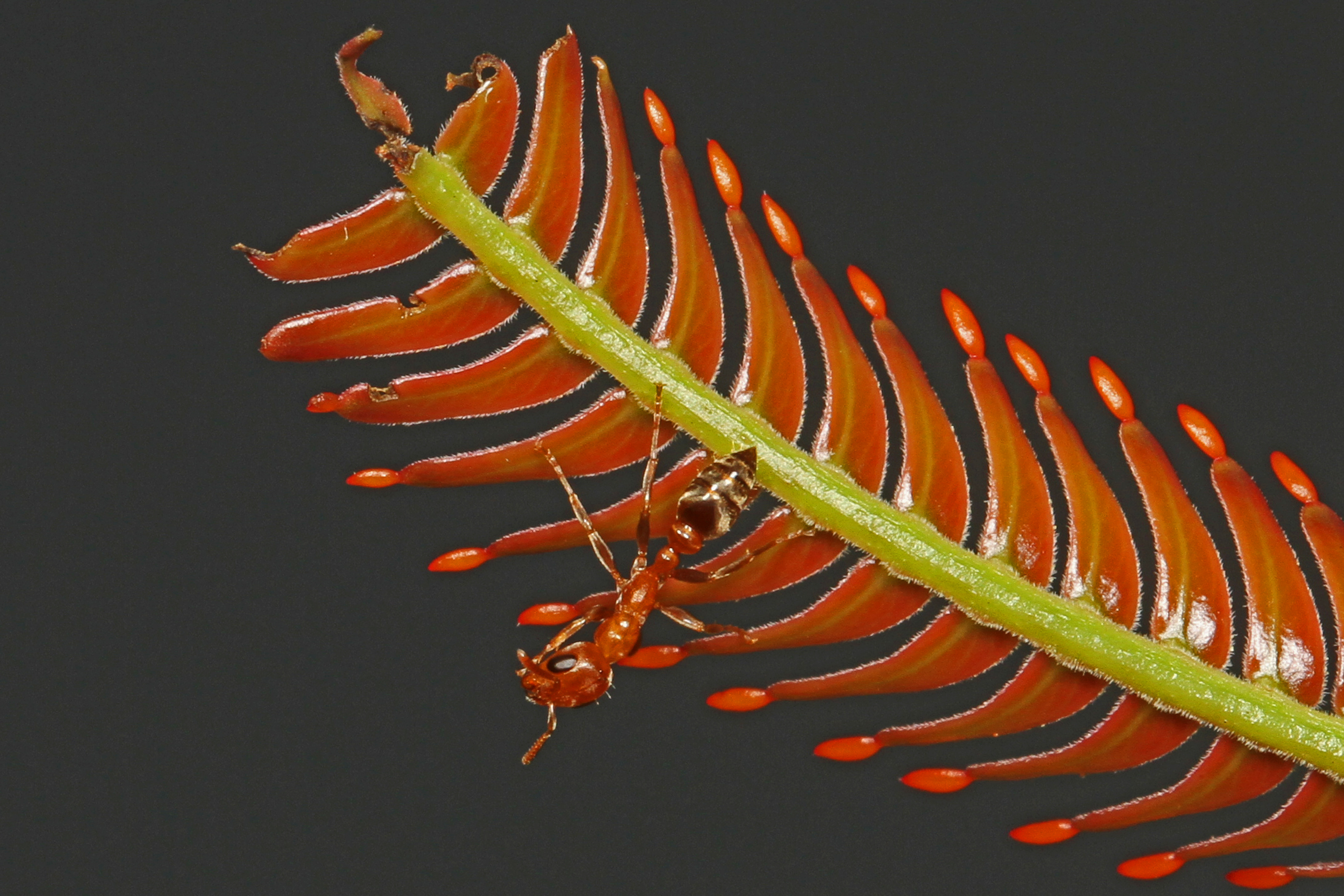
Hormiga Pseudomyrmex en acacia (Vachellia cornigera) con órganos "Beltianos" que proporcionan azúcares y proteínas

La mirmecofilia implica una amplia gama de tipos de interacciones planta-hormiga, incluyendo el cultivo de jardines epífitos y la dispersión de semillas por parte de las hormigas. Más específicamente el término se asocia con interacciones defensivas de la planta por parte de la hormiga. En esta relación particular las hormigas proveen defensa para la planta atacando los herbívoros que intentan alimentarse de los tejidos de aquellas, ya sean hojas y tallos, o tejido reproductivo como flores y brácteas; en algunos casos inclusive las hormigas remueven plantas epífitas.  Por otro lado, las plantas suministran alimento y algunas veces un lugar para vivir a sus hormigas protectoras.
La hormiga de las acacias (Pseudomyrmex ferruginea) depende de las acacias del género Vachellia y a su vez las protegen de los insectos herbívoros y de otras plantas que compiten por la luz solar. El árbol proporciona néctar (en nectarios extraflorales) y refugio. Tal mutualismo no es automático, otras especies de hormigas explotan los recursos proporcionados por el árbol sin recompensarlo. Éstas siguen una estrategia evolucionaria diferente y causan daño a la planta huésped.

### Otros mutualismos
La relación entre animales y plantas angiospermas llamada zoocoria, una variante de dispersión especializada de semillas por acción de animales que comen las frutas proporcionadas por ciertas plantas. Hay relaciones similares en que animales dispersan las esporas de una cantidad de plantas, por ejemplo hongos.

## Antagonismo

### Parásitos y huéspedes
Interacciones entre parásitos y sus huéspedes
La coevolución entre parásitos y sus hospederos o huéspedes es un caso de coevolución con cambios adaptativos recíprocos antagónicos por acción de presión genética selectiva.

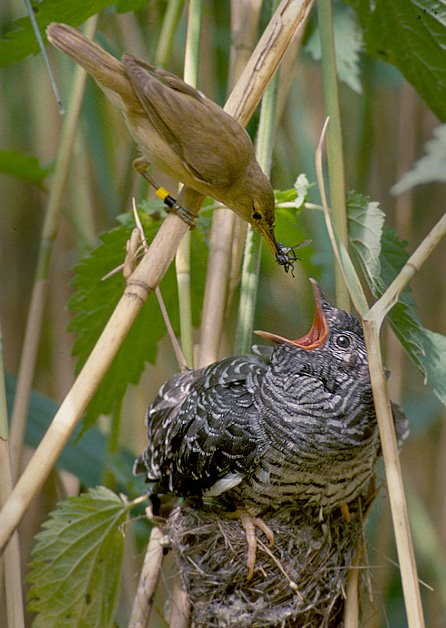
Carricero común criando a un cuco común (parasitismo de puesta)

#### Parásitos de puesta
Un tipo especial de parasitismo es el parasitismo de puesta. Este también demuestra una coevolución entre el huésped y su parásito, por ejemplo en los cucos. Estas aves no construyen nidos sino que depositan sus huevos en los nidos de otras especies, a veces destruyendo los huevos de la pareja legítima. Así tienen un fuerte impacto negativo en la aptitud biológica del huésped. Los huevos son mímicos de los huevos del hospedero lo que indica que el huésped detruye los huevos parásitos si puede reconocerlos. Los cucos contrarrestan esas defensas con características como cáscara fuerte y gruesa y período de incubación más corto y un lado aplanado para hacer más dificultoso que el huésped pueda sacar el huevo del nido.

### Depredación

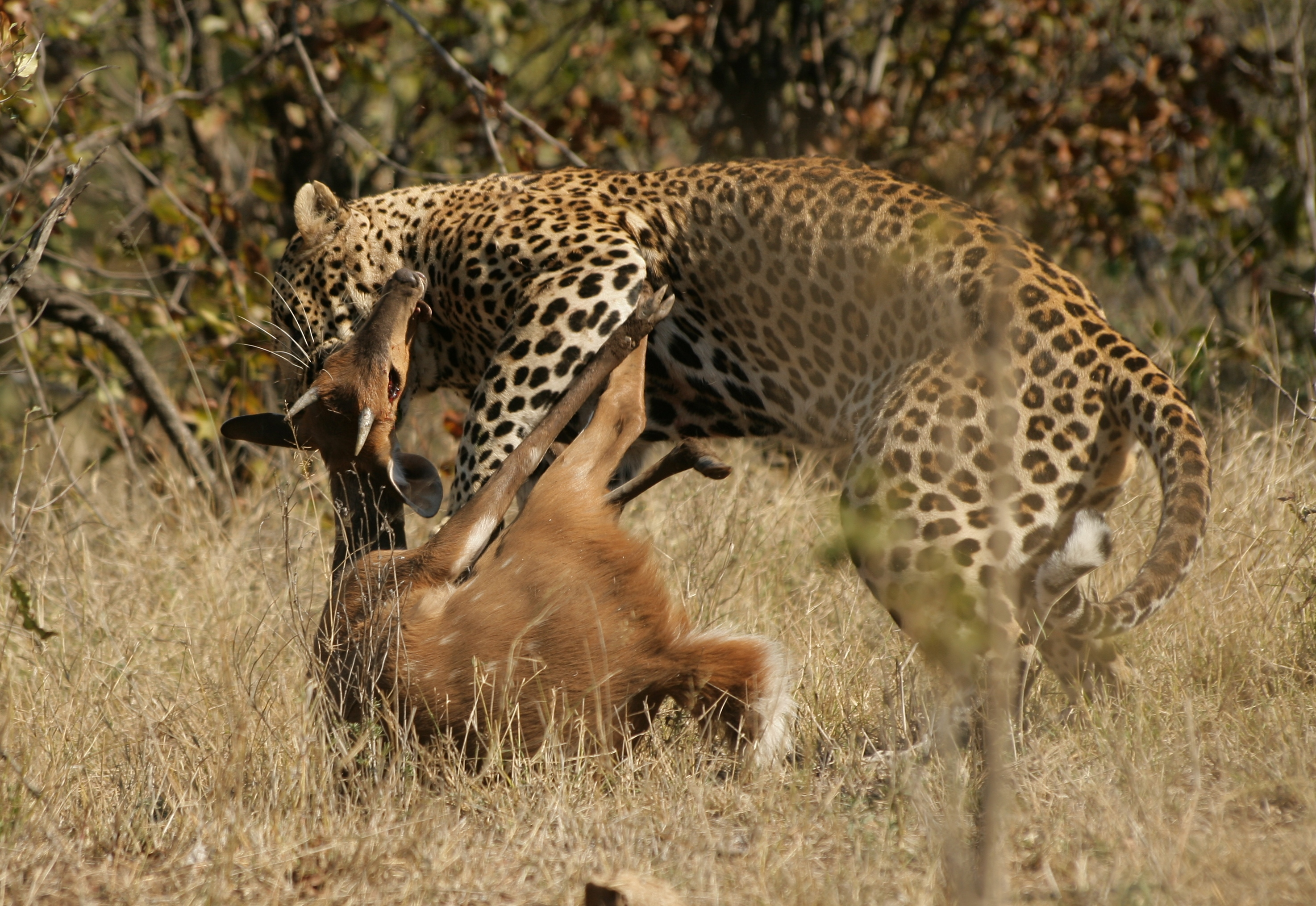
Depredador y presa leopardo matando a un antílope

Un depredador y sus presas coevolucionan, el depredador se vuelve más eficiente en perseguir y matar a sus presas y las presas dearrollan nuevas defensas y formas de escape. La coevolución impone presiones selectivas. Éstas a su vez llevan a una carrera armamental de adaptaciones mutuas progresivas.

### Herbivoría
Lo mismo se aplica a animales herbívoros y las plantas de que se alimentan. Las plantas desarrollan defensas contra los herbívoros y éstos evolucionan formas de cancelar los efectos de las defensas. A su vez, las plantas continúan desarrollando defensas más poderosas y los herbívoros hacen otro tanto.
Un ejemplo bien conocido es la coevolución documentada entre las plantas del género Passiflora y las mariposas Heliconius. Las plantas de Passiflora generan defensas anti-herbivoría con producción de toxinas (alcaloides y glucósidos cianogénicos), lo cual es una estrategia exitosa contra la mayoría de insectos; sin embargo, algunos pocos insectos como los escarabajos alticinos, algunas polillas y las mariposas Heliconius han logrado superar tal defensa. Estas Heliconius no solo no se ven afectadas por las toxinas, sino que además Passiflora spp. son su única fuente de alimento durante su estado larval en el cual almacenan toxinas.  Luego estas anuncian su toxicidad con un despliegue de colores brillantes para protegerse de los depredadores, principalmente de las aves.
La mariposa monarca y sus plantas alimentarias, las Asclepias es otro ejemplo bien conocido. La planta produce glucósidos cardíacos y la mariposa, al igual que varios insectos de las asclepias, han evolucionado sistemas enzimáticos para contrarrestar sus efectos. A su vez algunos depredadores han desarrollado tolerancia a las toxinas y formas de comportamiento que reducen la cantidad de éstos y se alimentan de las orugas o adultos de mariposas monarca con impunidad.
En las Montañas Rocosas, las ardillas rojas americanas y los piquituertos (aves que se alimentan de semillas) compiten por las semillas de pino. Las ardillas abren las piñas royendo las escamas. Las aves hacen uso de su desusado pico cruzado para extraer las semillas. En las zonas en que las ardillas son más abundantes las piñas son más fuertes y tienen menos semillas en respuesta al método de extracción de las ardillas. En cambio, donde los piquituertos son más abundantes, las piñas son más livianas pero con escamas más gruesas, haciéndolo más difícil para el ave. Así, el pino está en una guerra armamentaria evolutiva con cada uno de sus atacantes.

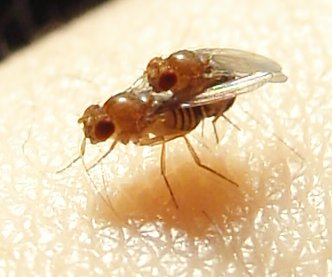
El conflicto sexual ha sido estudiado en Drosophila melanogaster (apareamiento, el macho a la derecha).

### Competencia
La competencia es una interacción biológica entre organismos en la cual la aptitud o adecuación biológica de uno es reducida a consecuencia de la presencia del otro. La competencia intraespecífica, con caracteres como conflicto sexual  y selección sexual, está sujeta a coevolución. Igualmente, la competencia entre especies que usan los mismos recursos (competencia interespecífica), por ejemplo depredadores de similares presas, lleva a procesos coevolutivos.

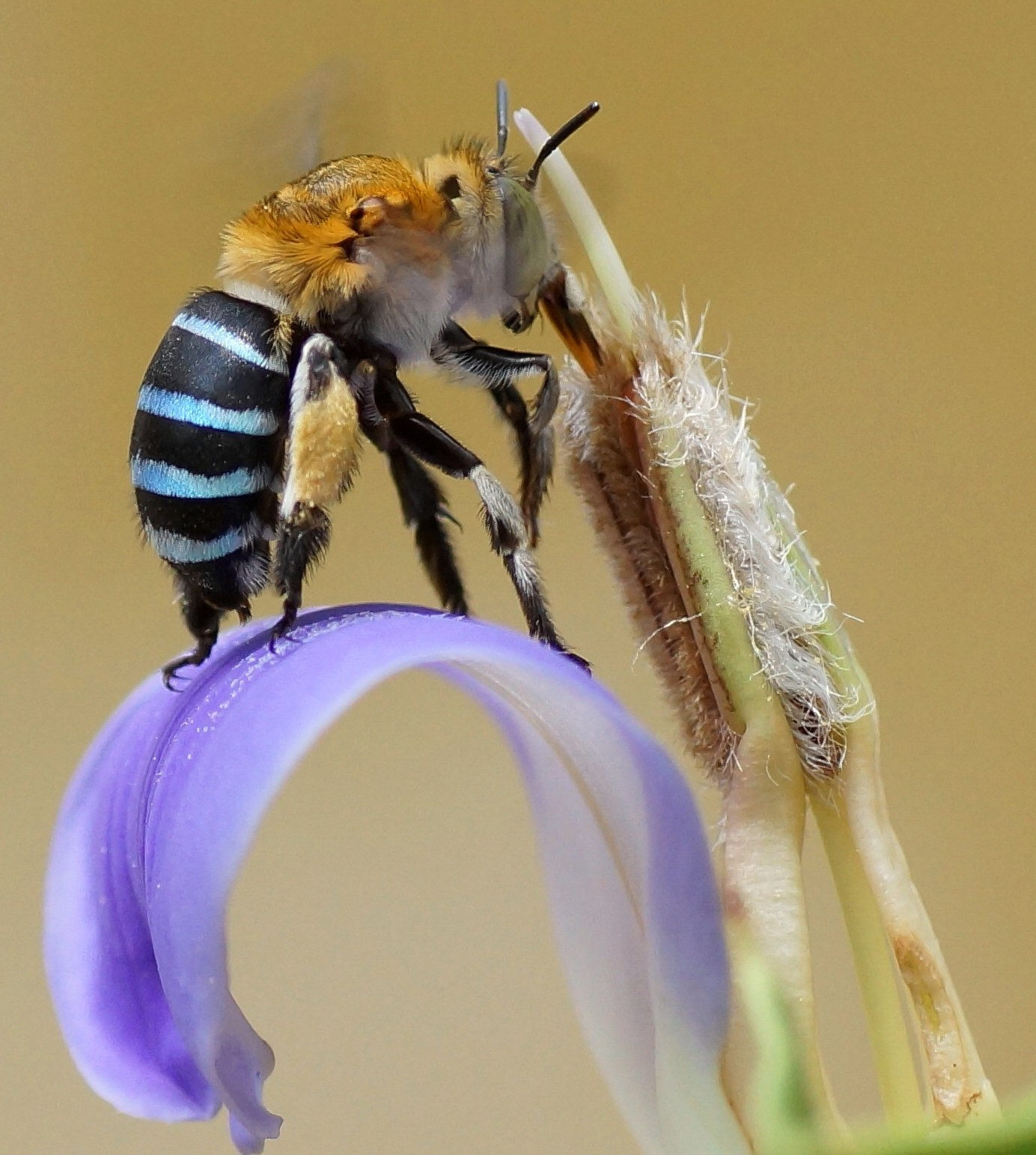
Las abejas de lengua larga han coevolucionado con flores de tubo largo. Es una coevolución difusa que incluye varios grupos de gremios ecológicos.

## Coevolución difusa o por gremios
Existen otros tipos de coevolución, además de los tipos de coevolución en pares (también llamados coevolución específica), en que los rasgos de una especie coevolucionan en respuesta directa alos rasgos de una segunda especie y viceversa. En tales casos la evolución es aun recíproca pero ocurre entre dos grupos de especies de un lado o de ambos lados. Esto lleva el nombre de coevolución difusa o de "gremios ecológicos". Por ejemplo, un rasgo de varias especies de plantas con flores es que ofrecen néctar al final de un largo tubo. Los polinizadores tienen que desarrollar piezas bucales suficientemente largas para llegar al néctar. Están polinizadas por insectos de diversos taxones como abejas, moscas y Lepidoptera, los cuales forman un amplio gremio de polinizadores que responden a las características de tales flores.

## Coevolución en otras disciplinas
La coevolución es principalmente un concepto biológico, pero se ha aplicado a otros campos por analogía.

### Algoritmos
Los algoritmos coevolutivos se utilizan para generar vida artificial, así como para la optimización, el aprendizaje de juegos y el aprendizaje automático.

### Arquitectura
El concepto de coevolución fue introducido en la arquitectura por el arquitecto-urbanista danés Henrik Valeur como una antítesis al concepto de "star-architecture".
En la Escuela de Arquitectura, Planificación y Paisaje de la Universidad de Newcastle, un enfoque coevolutivo de la arquitectura se ha definido como una práctica de diseño que involucra a estudiantes, voluntarios y miembros de la comunidad local en un trabajo experimental y experimental destinado a "establecer procesos dinámicos de aprendizaje entre usuarios y diseñadores".

### Astronomía
En su libro The Self-Organizing Universe, Erich Jantsch atribuyó toda la evolución del cosmos a la coevolución.
En astronomía, una teoría emergente propone que los agujeros negros y las galaxias se desarrollan de manera interdependiente, análoga a la coevolución biológica.

### Derecho
En Inter-American Judicial Constitutionalism se introdujo el concepto de coevolución para analizar las interacciones entre la Corte Interamericana de Derechos Humanos y cortes constitucionales nacionales de países miembros del sistema interamericano de derechos humanos. Bajo este enfoque, la jurisprudencia de estas cortes no se desarrolla autárquica y aisladamente, sino que evoluciona en interacción mutualista. Esto en gran medida se explica por el progresivo reconocimiento del rango constitucional de los tratados internacionales de derechos humanos en varios países latinoamericanos y el desarrollo de la doctrina del control de convencionalidad, según la cual los jueces nacionales deben verificar la compatibilidad entre las normas nacionales aplicables al caso concreto y la normatividad interamericana. Las interacciones entre estas cortes en torno a estándares comunes generan diálogos coevolutivos; esto puede derivar en una confluencia de interpretaciones similares o mutuamente compatibles dentro del sistema en conjunto si las interacciones son cooperativas; sin embargo, las interacciones también pueden ser competitivas o antagónicas y producir divergencias interpretativas.

### Sociología
En Development Betrayed: The End of Progress and A Coevolutionary Revisioning of the Future (1994) Richard Norgaard propone una cosmología coevolutiva para explicar cómo los sistemas sociales y ambientales se influyen y se reformulan mutuamente. En Coevolutionary Economics: The Economy, Society and the Environment (1994) John Gowdy sugiere que: "La economía, la sociedad y el medio ambiente están vinculados en una relación coevolutiva".

### Tecnología
El software y el hardware de la computadora pueden considerarse como dos componentes separados pero vinculados intrínsecamente por la coevolución. Algo similar ocurre con los sistemas operativos y las aplicaciones informáticas, los navegadores web y las aplicaciones web.
Todos estos sistemas dependen unos de otros y avanzan paso a paso a través de un tipo de proceso coevolutivo. Los cambios en el hardware, el sistema operativo o el navegador web pueden introducir nuevas funciones que luego se incorporan en las aplicaciones correspondientes que se ejecutan a la par. La idea está estrechamente relacionada con el concepto de "optimización conjunta" en el análisis y diseño de sistemas sociotécnicos, donde se entiende que un sistema consiste en un "sistema técnico" que abarca las herramientas y el hardware utilizados para la producción y el mantenimiento, y un "sistema social". "de relaciones y procedimientos a través de los cuales la tecnología está vinculada a los objetivos del sistema y todas las demás relaciones humanas y organizativas dentro y fuera del sistema. Tales sistemas funcionan mejor cuando los sistemas técnicos y sociales se desarrollan juntos deliberadamente.